# Murów
Murów [pronunciación en polaco: /ˈmuruf/] (en alemán: Murow: Murow) es un pueblo ubicado en el Condado de Opole, Voivodato de Opole, en el sur de Polonia occidental. Es el asiento  del gmina (distrito administrativo) llamado Gmina Murów. Se encuentra aproximadamente a 23 kilómetros al norte de la capital regional Opole.
Antes de 1945, el área formaba parte de los antiguos territorios orientales de Alemania. En abril de 2009, la gmina Murów fue declarada comuna bilingüe de alemán como lengua auxiliar.